# Zimmermann Ágoston

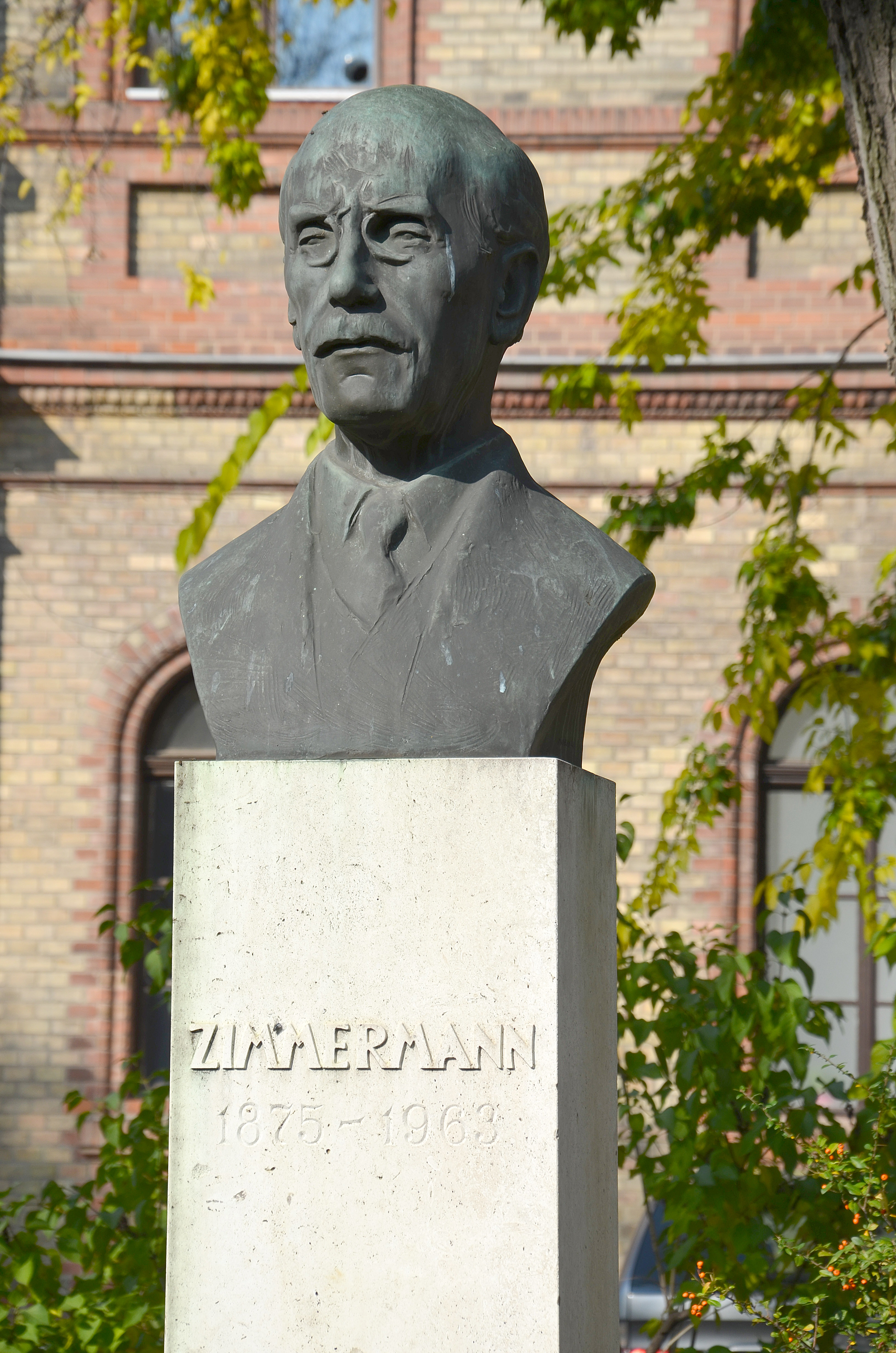
Zimmermann Ágoston szobra az egykori Állatorvostudományi Egyetem campusán, Budapesten. 2015

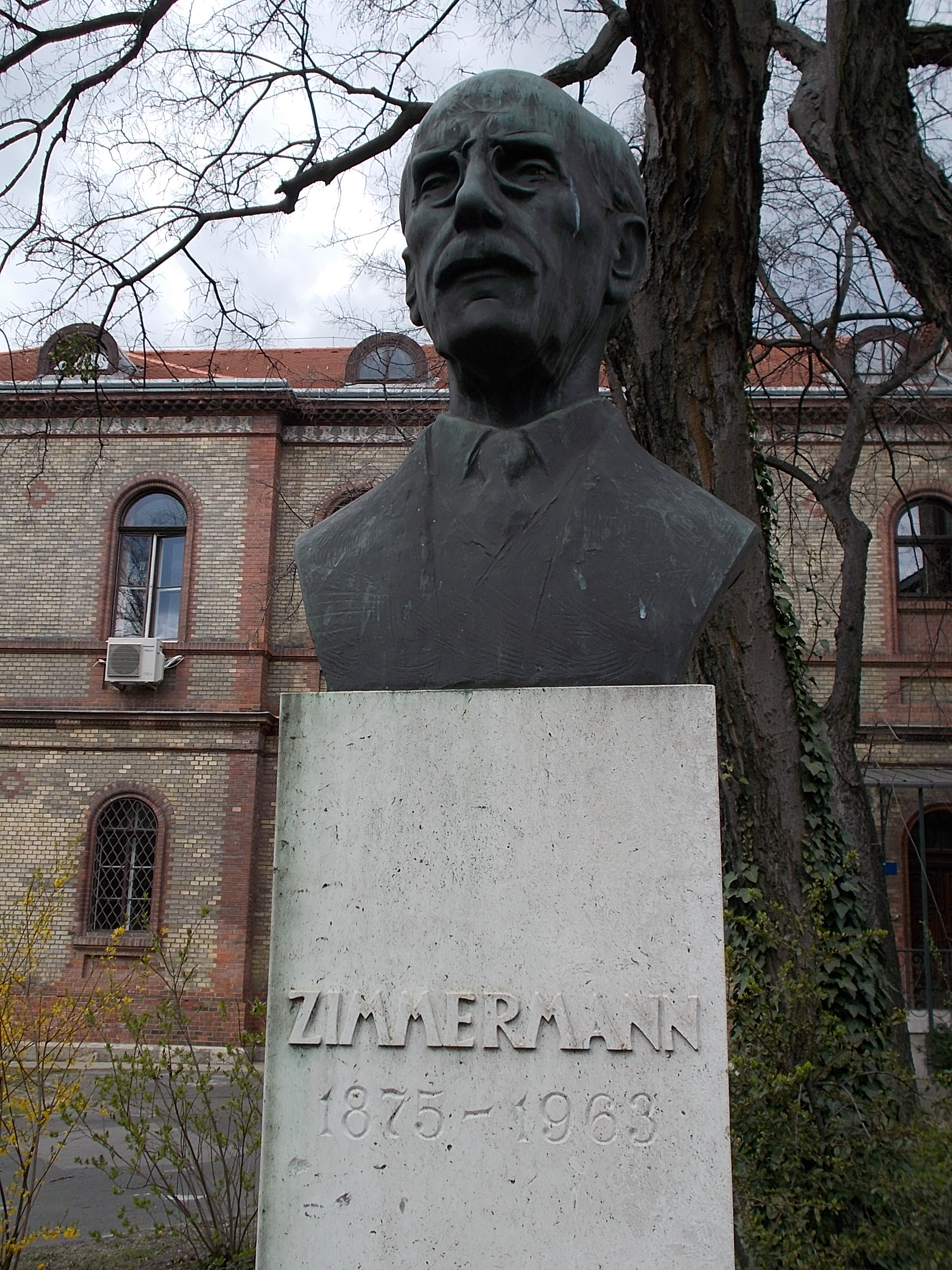
Zimmermann Ágoston (Madarassy Walter, 1975), Állatorvos-tudományi Egyetem (ÁTE) szoborpark. - Budapest VII. kerület, István u. 2.

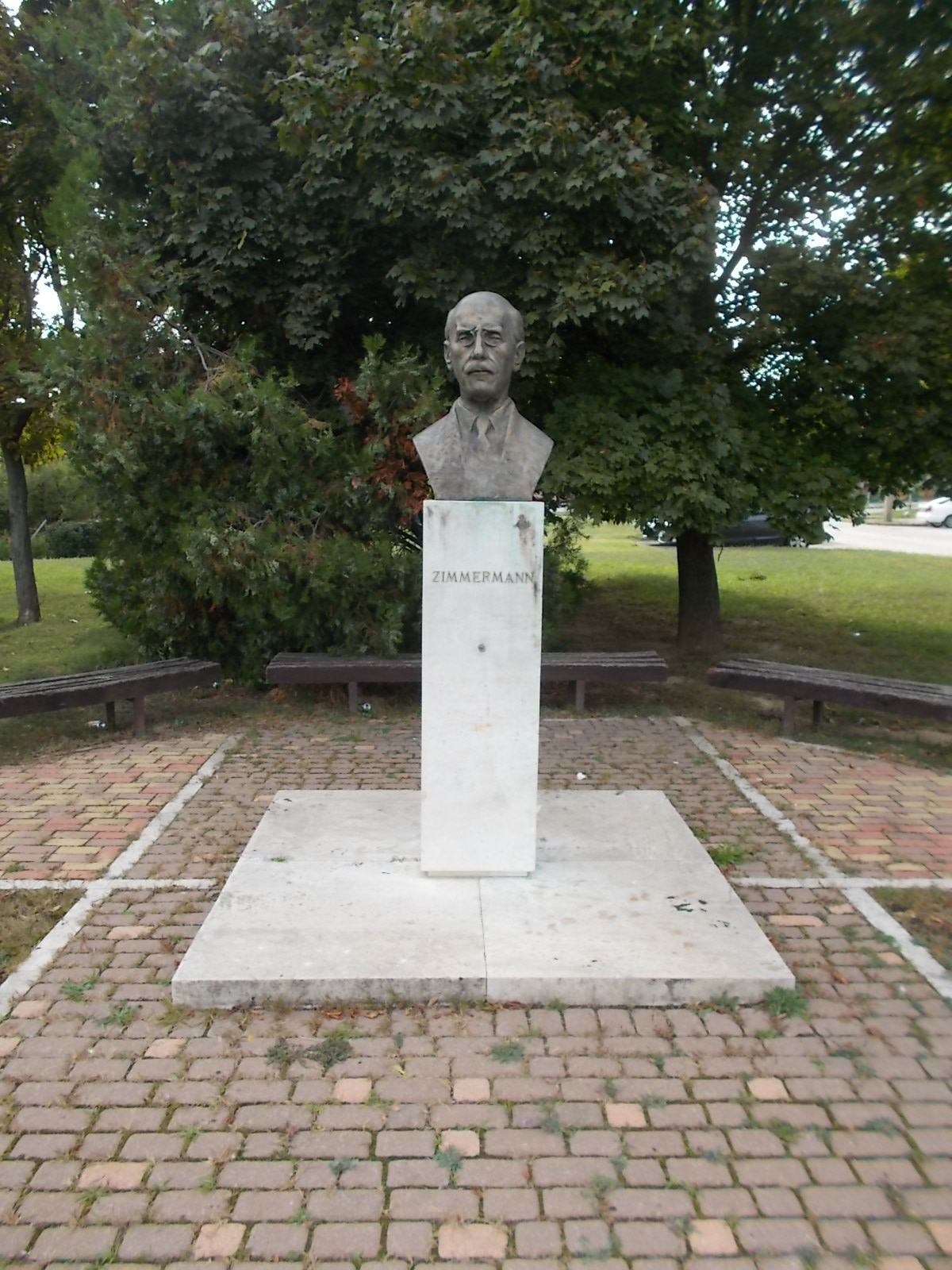
Dr. Zimmermann Ágoston (Madarassy Walter, 1985) Dr. Zimmermann Ágoston szobra - Fejér megye, Mór, Bartók Béla utca

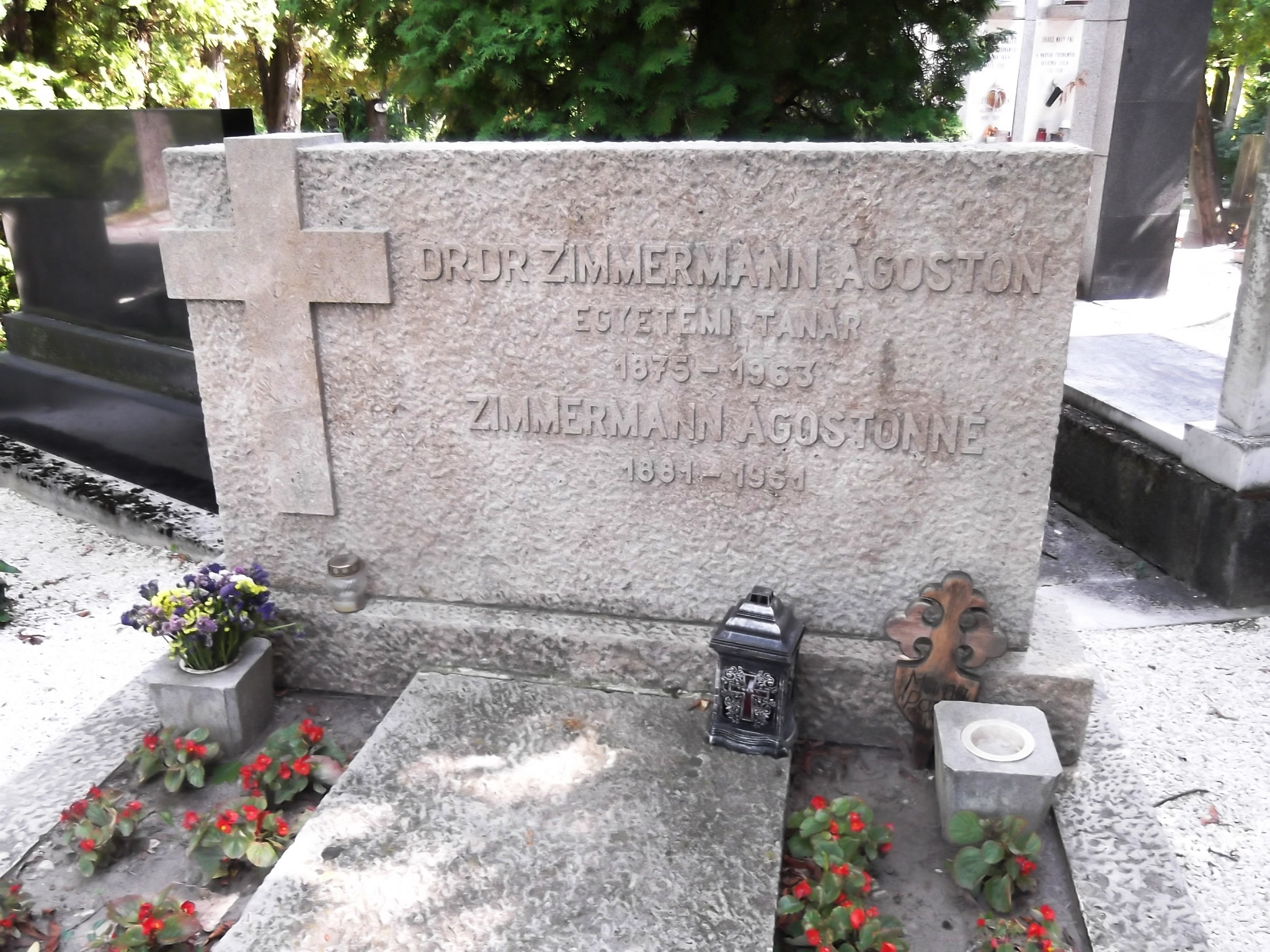
Zimmermann Ágoston sírja a Farkasréti temetőben

Zimmermann Ágoston (Mór, 1875. december 3. – Budapest, 1963. október 6.) Kossuth-díjas állatorvos, állatanatómus, egyetemi tanár, az állatorvos-tudomány doktora, a Magyar Tudományos Akadémia rendes, majd tiszteleti tagja. A háziállatok összehasonlító és funkcionális anatómiájának iskolateremtő alakja volt. 1910-től 1946-ig a magyarországi állatorvosképzés anyaintézetében, a Magyar Királyi Állatorvosi Főiskolán és utódintézményeiben volt a leíró és tájanatómia tanszékvezető tanára. 1937-től 1944-ig a Királyi Magyar Természettudományi Társulat elnöke.
Zimmermann Gusztáv (1911–1984) állatorvos apja.

## Életútja
A budapesti Deák téri evangélikus főgimnáziumban tett érettségi vizsgát. A Magyar Királyi Állatorvosi Akadémián tanult tovább, ahol 1895-ben szerezte meg állatorvosi oklevelét. Ekkor beiratkozott a Budapesti Tudományegyetem orvosi karára, de tanulmányait hamar félbeszakította, s a pusztavacsi ménesbirtokon helyezkedett el állatorvosként. 1896-ban Hutÿra Ferenc az állatorvosi akadémia – 1899-től főiskola – belorvosi intézetébe vette maga mellé tanársegédnek, majd 1900-ban kineveztette segédtanárrá. 1901-től 1907-ig a belgyógyászati ambulatóriumon és poliklinikán folyó állatgyógyászi munkát vezette. 1904-ben magántanárként a patabetegségek kór- és gyógytanának is előadó tanára volt. Ezzel párhuzamosan 1903-ban a Budapesti Tudományegyetemen bölcsészdoktori, 1905-ben pedig az állatorvosi főiskolán állatorvos-doktori oklevelet szerzett. 1908–1909-ben a bécsi, drezdai, berlini és a giesseni egyetemeken képezte tovább magát.
Hazatérését követően, 1909–1910-ben az állatorvosi főiskolán az anatómia előadója volt. 1910-ben kinevezték a fejlődéstan megbízott előadójává, egyúttal a leíró és tájanatómia nyilvános rendes tanárává. 1934-ig vezette az oktató- és klinikai munkát anatómiai tanszékén, ezzel párhuzamosan több más egyetemen is tanított. 1910-től a Budapesti Tudományegyetemen az emlős háziállatok összehasonlító anatómiájának és az emlősök fejlődéstanának magántanára volt, illetve 1932–1933-ban az általános állattani és összehasonlító bonctani tanszéket vezette helyettes tanárként. 1920 és 1934 között a Királyi József Műegyetemen szintén tartott előadásokat a háziállatok anatómiájáról és fiziológiájáról.
1934-ben az addig önálló Állatorvosi Főiskolát a műegyetem mezőgazdasági és állatorvosi karába integrálták. Zimmermann korábbi tanszéke is átalakult, az új anatómiai és fejlődéstani katedra vezetését azonban továbbra is rá bízták. 1934-től 1946-ig végezte a tanszéki munka szervezését nyilvános rendes egyetemi tanári címmel, egyidejűleg 1934–1935-ben a mezőgazdasági és állatorvosi kar dékáni, 1939–1940-ben a műegyetem rektori posztját is betöltötte. 1937-től 1944-ig karának képviseletében a felsőház tagja volt.
1946-ban nyugdíjazták, de még egy évtizeden keresztül, 1956-ig volt a Pázmány Péter (1950 után Eötvös Loránd) Tudományegyetemen az összehasonlító fejlődéstan megbízott előadója. Hetvenhét éves korában, 1952-ben megvédte doktori értekezését, és az állatorvos-tudomány doktora lett.

## Munkássága
Tudományos életművének legjelentősebb eredménye, hogy a háziállatok anatómiai vizsgálatakor elmozdult a hagyományos leíró szemlélettől, és az egyes szövetek, szervek, az ér-, váz- és izomrendszer tanulmányozásakor azok szerkezetét és felépítését funkcionális élettani és fejlődésbiológiai keretbe helyezte. Behatóan foglalkozott a belső elválasztású mirigyek anatómiájával, de jelentősek a végtagok csontrendszerét és körömképleteit (pl. lópata), az érrendszert és az erek finomszerkezetét, a szív  ingerképző és ingerületvezető rendszerét, a perifériás idegrendszert, a tejmirigy, a gyomor és különösen a kérődzők összetett gyomrának összehasonlító és funkcionális anatómiai vizsgálatát összegző eredményei is.
Monografikus áttekintéseket készített több emlős háziállatról, amelyekben a házi nyúl, a macska, a tengerimalac stb. anatómiai sajátosságai mellett összefoglalta azok általános zoológiai jellemzőit (fajták, életmód stb.) és a velük kapcsolatos állattenyésztési tudnivalókat (elhelyezés, táplálás, tenyésztés, betegségek stb.) is. 1913-as nápolyi útján a halak ontogenetikáját is tanulmányozta, ez irányú kutatásait később a tihanyi Magyar Biológiai Kutatóintézet segítségével folytatta.
Anatómiai vizsgálatainak eredményeit igyekezett az állattenyésztés szolgálatába állítani, így például a lópata vagy a tehéntőgy felépítése alapján ajánlásokat tett a patkolás, illetve a fejés helyes módozataira. Funkcionális szemlélete szaktudománya szinte valamennyi részletére kiterjedt. Sajátos tudományos gondolkodásának tanúsága például a madarak énekéről és hallásáról írott, alapvetően anatómiai jellegű tanulmánya, illetve a nevezetesebb lovas szobrokat lóanatómiai szempontból elemző írása.
Főiskolai (majd műegyetemi) tanszékén tartott előadásai, és különösen bonctermi demonstrációi nagy hírnévnek örvendtek, emellett intézetében világhírű anatómiai gyűjteményt hozott létre.
1914-től 1928-ig szerkesztette az Állatorvosi Lapok, valamint a Közlemények az Összehasonlító Élet- és Kórtan Köréből című szakfolyóiratokat. Magyar és német folyóiratokban megjelent tudományos közleményeinek száma több százra tehető.

### Társasági tagságai és elismerései
1922-ben a Magyar Tudományos Akadémia levelező, 1935-ben rendes, majd 1942-ben tiszteleti tagjává választották, 1942-től 1945-ig elnökölte a tudóstestület matematikai és természettudományi bizottságát. Az Akadémia 1949. évi átszervezésekor rendes taggá minősítették vissza. 1917-től 1920-ig főtitkára, azt követően tiszteleti tagja volt a Magyar Országos Állatorvos-Egyesületnek. Több tisztséget is betöltött a Királyi Magyar Természettudományi Társulatban: az állattani szakosztály alelnöke (1916–1920), majd elnöke (1926–1929), a társulat alelnöke (1935–1936) és elnöke (1937–1940), majd 1940-től tiszteleti tagja volt. További számos tudományos testületben töltött be vezető szerepet: elnökölte az Országos Természettudományi Tanácsot, tiszteleti tagja volt a Magyar Orvosok és Természetvizsgálók Vándorgyűlésének, rendes tagja a Darányi Ignác Agrártudományi Társulatnak (annak 1948-as megszüntetéséig), az Országos Evangélikus Tanáregyesület pedig tiszteleti tagjául választotta.
Nemzetközileg is elismert tudós volt, 1952-ben választotta tiszteletbeli tagjául a londoni Állatorvosok Királyi Kollégiuma és a heidelbergi Anatómiai Társaság.
Állatorvos-tudományi, összehasonlító állatanatómiai munkásságáért 1940-ben neki ítélték a Szily Kálmán-emlékérmet, 1957-ben pedig a Kossuth-díj első fokozatát. 1962-ben az Állatorvostudományi Egyetem díszdoktorává avatták. Emellett díjazottja volt a Munka Érdemrendnek (1953) is.

### Főbb művei
- Adatok az ungulaták pártjának anatomiájához. Budapest: Pátria ny. 1902.
- A patkó eredetéről, vonatkozással az Árpád-ház-korabeli magyar leletekre. Budapest: Pátria. 1906.
- A ló ujjának anatómiája. Budapest: Buschmann ny. 1909.
- Anatomiai gyakorlatok házi állatokon: Útmutatás az anatomiai gyakorlatokhoz és az anatomia repertoriuma a nemzetközi állatorvosi anatomiai műszavakkal. Budapest: Buschmann ny. 1911.
- Patkolástan kovácsok számára. Budapest: Pallas ny. 1912.
- A lovasszobrok lovai: Adatok a ló plasztikus ábrázolásához. Budapest: Pátria. 1913.
- A pata ápolása: A patkolásra vonatkozó általános tudnivalókkal. Budapest: Pátria. 1913.
- Fejlődéstan. Budapest: Állatorvos-Egyesület. 1917.
- Háziállatok anatómiája. Budapest: Pesti ny. 1920.
- Háziállatok anatómiájának kézi atlasza. Budapest: Buzárovits ny. 1922.
- A házinyúl természetrajza, tenyésztése és hasznosítása. Budapest: Természettudományi Társulat. 1927.
- Fejlődéstan. Budapest: Magyar Szemle Társaság. 1930.
- Anatomiai gyakorlatok házi állatokon: Útmutatás az anatomiai gyakorlatokhoz az anatómiai nomenklatúrával. Budapest: (kiadó nélkül). 1938.   (Zimmermann Gusztávval)
- Háziállatok anatómiája. Budapest: Pátria. 1939.
- Háziállatok anatómiája és élettana: Gazdák számára. Budapest: Sylvester ny. 1941.   (Zimmermann Gusztávval)
- Háziállatok anatómiájának kézi atlasza. Budapest: (kiadó nélkül). 1942.   (Zimmermann Gusztávval)
- A házimacska. Budapest: Királyi Magyar Természettudományi Társulat. 1944.   (Zimmermann Gusztávval, Természettudományi Könyvkiadó Vállalat)
- A tengerimalac. Budapest: Országos Magyar Természettudományi Múzeum. 1948.

## Emlékezete
Születésének századik évfordulóján móri szülőházára emléktábla került, tiszteletére emlékérmet és bélyeget bocsátottak ki, a város egyik általános iskolája is viseli a nevét. Azóta köztéri szobor is őrzi emlékét szülővárosában és az Állatorvostudományi Egyetem területén.